# سيفالدين السفلي (أختاتشي)
سیفالدین السفلی (بالفارسية: سیفالدین سفلی) هي قرية تقع في إيران في قسم أختاتشي الريفي. يقدر عدد سكانها بـ 168 نسمة بحسب إحصاء 2016.